# Staoueli
Staoueli (en arabe : سطاوالي, en berbère : ⵚⵟⴰⵡⴰⵍⵉ) est une commune de la wilaya d'Alger en Algérie, située dans la banlieue ouest d'Alger.

## Géographie

### Situation
Staoueli est située à environ 20 km à l'ouest d'Alger.
| Mer Méditerranée          | Mer Méditerranée   | Chéraga   |
| Mer Méditerranée          | Staoueli           | Chéraga   |
| Zéralda, Forêt de Zéralda | Zéralda, Souidania | Souidania |

### Localités
- Chef-lieu : Staoueli

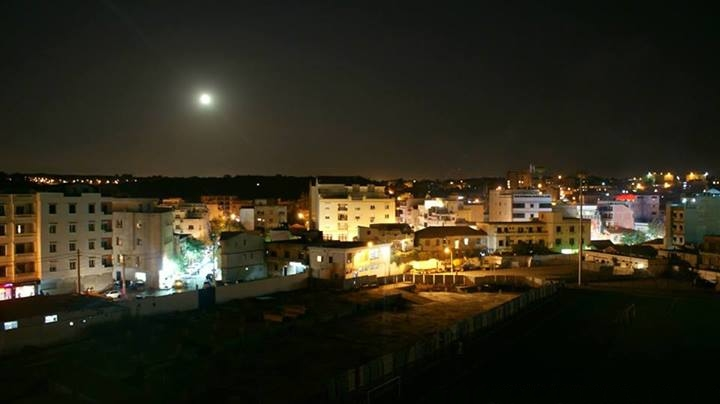
Centre-ville

- Agglomérations secondaire : Sidi Fredj, Moretti, Palm Beach, Khaiti Ahmed

### Relief
Staoueli est située sur la vaste plaine du sahel algérois.
- Au nord-ouest pointe la presqu’île de Sidi Fredj.
- Au nord-ouest il y a une forêt de 400 ha appelée « forêt de Sidi Fredj ».

### Voies de communication et moyens de transport

#### Route
- La Rocade sud d'Alger dessert la commune par un échangeur
- La Deuxième rocade sud d'Alger y prend fin.
- Elle est traversée par les RN11 et RN41.

#### Transport en commun
- Staoueli est le terminus des lignes 8 et 12 de l'ETUSA.

## Urbanisme
La première agglomération de Staoueli s'est constituée près de l'oued Bridja dont il subsiste un village agricole à la sortie sud-ouest de la ville.
Autour du village colonial d'orientation sud-ouest/nord-est se sont constitués des lotissements dans les deux directions mais sur l'axe inverse, ce qui donne une forme en croissant à l'agglomération principale.
Près du port de pêche et de plaisance de Sidi Fredj et son complexe touristique, on trouve deux zones d'habitation, une première autour de la plage Moretti et une seconde au niveau du versant ouest de la presqu'île. À deux kilomètres plus au sud, toujours le long de la côte, de l'autre côté de la forêt de Sidi Fredj on trouve des lotissements près des plages Palm Beach et Azur.
Enfin une nouvelle agglomération est en train de se constituer de part et d'autre de la rocade sud autour du lieu-dit Khaiti Ahmed.

## Histoire
Bien que la présence de vestiges romains sur la presqu’île de Sidi Fredj soit avérée, Staoueli n’est connue que depuis la présence ottomane et celle d’un marabout turc qu’on appelait "Osta-Wali" qui lui aurait donné son nom.
Cinq jours après le débarquement de l’expédition coloniale française à Sidi Fredj, la bataille de Staouéli, première bataille entre les français et les forces de la régence d'Alger a eu lieu le 19 juin 1830.
Le territoire qui fait partie de la commune de Cheragas voit s'installer des moines trappistes qui vont y fonder en 1843 un monastère cistercien. L'agglomération autour donnera plus tard le village de Bouchaoui. Le village colonial de Staoueli ne sera fondé qu'en 1855 soit plus d'une dizaine d'années après les autres villages du sahel prévus par le plan Guyot.
Il faut attendre 1887 pour que Staoueli devienne une commune de plein exercice sur un territoire comprenant aussi le village de Zeralda. En 1905, Zeralda est détachée pour être promue commune à son tour.

## Démographie
| 1867 | 1884 | 1892  | 1902  | 1912  | 1923  | 1936  | 1954  | 1960  |
| ---- | ---- | ----- | ----- | ----- | ----- | ----- | ----- | ----- |
| 332  | 694  | 1 523 | 2 176 | 1 770 | 2 310 | 4 166 | 5 671 | 8 021 |

| 1966   | 1977   | 1987   | 1998   | 2008   | - | - | - | - |
| ------ | ------ | ------ | ------ | ------ | - | - | - | - |
| 10 511 | 17 443 | 23 759 | 38 915 | 47 664 | - | - | - | - |

## Économie

### Tourisme
Tout comme sa voisine Zeralda, elle s’est fortement orientée autour de l’activité touristique et hôtelière.

### Agriculture
S’agissant d’une ancienne commune agricole, y subsiste un peu de culture maraichère surtout au niveau du village agricole de la Bridja.

## Vie quotidienne

### Sport
- Elle est connue pour son équipe de basket-ball le NB Staoueli plusieurs fois championne d’Algérie
- Club de football de DRB Staoueli (DRBS).

### Personnalités liées à la commune
- Le trappiste François-Régis de Martrin-Donos (de), fondateur de l'Abbaye Notre-Dame de Staouëli[8]
- Le rappeur Soolking y a grandi.